# Federación Nacional de Fútbol de Guatemala
Die Federación Nacional de Fútbol de Guatemala, abgekürzt FENAFUTG, ist der guatemaltekische Fußballverband. 
Der Verband richtet die guatemaltekische Fußballmeisterschaft, die in der Liga Nacional de Guatemala ausgespielt wird, und die Copa Centenario aus. Zudem werden die Spiele der Guatemaltekische Fußballnationalmannschaft vom Verband organisiert.

## Geschichte
Der Verband wurde 1919 gegründet, als erstmals die guatemaltekische Fußballmeisterschaft ausgetragen wurde. Das erste Länderspiel der Nationalmannschaft fand am 14. September 1921 in Guatemala-Stadt gegen die Auswahl von Honduras statt. 1946 trat der Verband der FIFA bei, seit der Gründung der CONCACAF 1961 ist er zudem Mitglied des Kontinentalverbandes. 

## Erfolge

### Nationalmannschaft
Für Fußball-Weltmeisterschaften konnte man sich bisher nicht qualifizieren, 1991 und 1996 nahm die Mannschaft am CONCACAF Gold Cup teil.

### Vereinsmannschaften
Im CONCACAF Champions Cup konnte CSD Municipal 1974 den Titel erringen. Zudem stand der Verein nochmals 1995 im Finale des Wettbewerbs, der Ligakonkurrent CSD Comunicaciones 1962 und 1969. 